# 305-й микрорайон
305-й микрорайон — микрорайон в Первомайском округе Мурманска (Россия). Находится в исторической части города Северное Нагорное в южной части города.
Площадь микрорайона около 25 га. Общая площадь жилого фонда — около 200 тысяч м², расчётная численность населения — 13,3 тысячи человек. Включает 4149 квартир, в том числе 8 — четырёхкомнатных, 877 — трёхкомнатных, 1906 — двухкомнатных и 1358 — однокомнатных.
Микрорайон представляет собой общественно-жилой комплекс цельной застройки, построенный в 1980-х годах. Архитекторами микрорайона были Игорь Александрович Неруш (руководитель), Тамара Вениаминовна Немоляева и Александра Сергеевна Расторгуева; инженерами — Э. Г. Немсадзе, В. Д. Швец и Л. Клепикова.
Строительство велось в сложных условиях: в долине ручья Чистого (заключён в коллектор), мощность слоя вынутого торфа составляла до 8 м. В домах была использована жилая блок-секция региональной модификации 1-464ДМ. За проектировку и строительство микрорайона авторам в 1983 присуждена Премия Совета Министров СССР.
Застройка микрорайона вдоль Кольского проспекта была осуществлена в виде единого монолитного здания. В местах преломления на торцах размещены декоративные панно (художник Вячеслав Алексеевич Герасимов), созданные методом глазурования. Это здание является самым длинным домом России: его длина 1488 м. Здание имеет 26 разных адресов по Кольскому проспекту и улице Беринга. Почти замкнутая форма микрорайона позволяет обеспечить защиту от сильного ветра и снизить скорость ветра в 2-3 раза.
В микрорайоне, помимо жилых домов, построены стадион, школа на 1176 учащихся (ныне гимназия № 6) и детский сад.